# Örsjögyl
Örsjögyl är en sjö i Ronneby kommun i Blekinge och ingår i Bräkneåns huvudavrinningsområde. Sjön är 20 meter djup, har en yta på 0,047 kvadratkilometer och befinner sig 61 meter över havet.